# Gilbert (voornaam)
Gilbert is een jongensnaam van Germaanse oorsprong. Er lijkt een verwantschap te bestaan met de voornaam Gijsbert.
Het eerste deel gil is afkomstig van gisal, dat als betekenis heeft: 'vergelding, offerfeest, (kind) van edele afkomst, gijzelaar'. Een alternatieve verklaring is het Keltische woord gisil, dat 'pijl' betekent. Het tweede deel bert is identiek aan brecht en betekent 'schitterend, beroemd'. Daarmee zou de naam 'stralend kind van edele afkomst' betekenen of – conform de alternatieve verklaring – 'schitterend met/door de pijl'.
In Engeland werd de naam door de Normandiërs geïntroduceerd. In de Romaanse talen wordt de variant Gilberto gebruikt.
In Nederland werd in 2017 de naam voor jongens 849 keer als eerste voornaam gebruikt en 789 keer als volgnaam. Voor meisjes ging het om 25 keer als volgnaam.